# 艾薇儿·海恩斯
艾薇儿·丹妮卡·海恩斯（英語：Avril Danica Haines，1969年8月29日—）是一名美国律師，曾任第7任國家情報總監。她曾于巴拉克·奥巴马政府担任副国家安全顾问，也是首位女性中央情報局副局長。加入中情局前，海恩斯曾是白宫律师办公室国家安全事务主席副律师。
2020年11月23日，海恩斯获美国总统当选人乔·拜登提名为國家情報總監，成为首位出任该职务的女性。2021年1月正式就任，海恩斯成为拜登內閣第一个經參議院通过的閣员。

## 早年
海恩斯1969年8月29日在纽约曼哈顿出生。母亲阿德丽安·拉平（Adrian Rappin）是画家，曾患慢性阻塞性肺病，后因感染禽结核病，于海恩斯15岁时离世。父亲托马斯·海恩斯是生物学家、纽约市立学院名誉教授，曾创办纽约市立学院医学院，任生物化学系系主任。
从亨特学院高中毕业后，海恩斯前往日本游学一年，其间加入东京精英柔道馆講道館。1988年就读芝加哥大学，主修理论物理学，在校期间曾在海德公园的汽修店兼职修汽车引擎。1991年到新泽西州学习驾驶飞机，结识后后来的丈夫大卫·达维吉（David Davighi）。1992年凭文学士学位毕业。
1992年，海恩斯搬到马里兰州巴尔的摩，在约翰斯·霍普金斯大学攻读博士学位。不过她一年或辍学，与后来的丈夫在拍卖会上买下巴尔的摩坠落点的一家酒吧，这家酒吧之前在缉毒行动中被查封。两人将这间酒吧改造成独立书店，兼作咖啡馆。为纪念亡母，海恩斯为这家店取名阿德丽安咖啡书店（Adrian's Book Cafe），还把阿德丽安的写实油画挂满店铺。1997年，书店获《巴尔的摩城市报》“最佳独立书店”称号，卖点是非主流的藏书、在地作家、情色作品朗诵夜及小型出版社作品。书店举办各类朗诵会，其中的情色作品朗诵会在海恩斯获奥巴马总统任命为中情局副局长时受到媒体关注。海恩斯还出任坠落点企业协会主席，直到1998年。
1998年，海恩斯就读乔治城大学法律中心，2001年获法律博士学位。

## 生涯

### 公职生涯早期

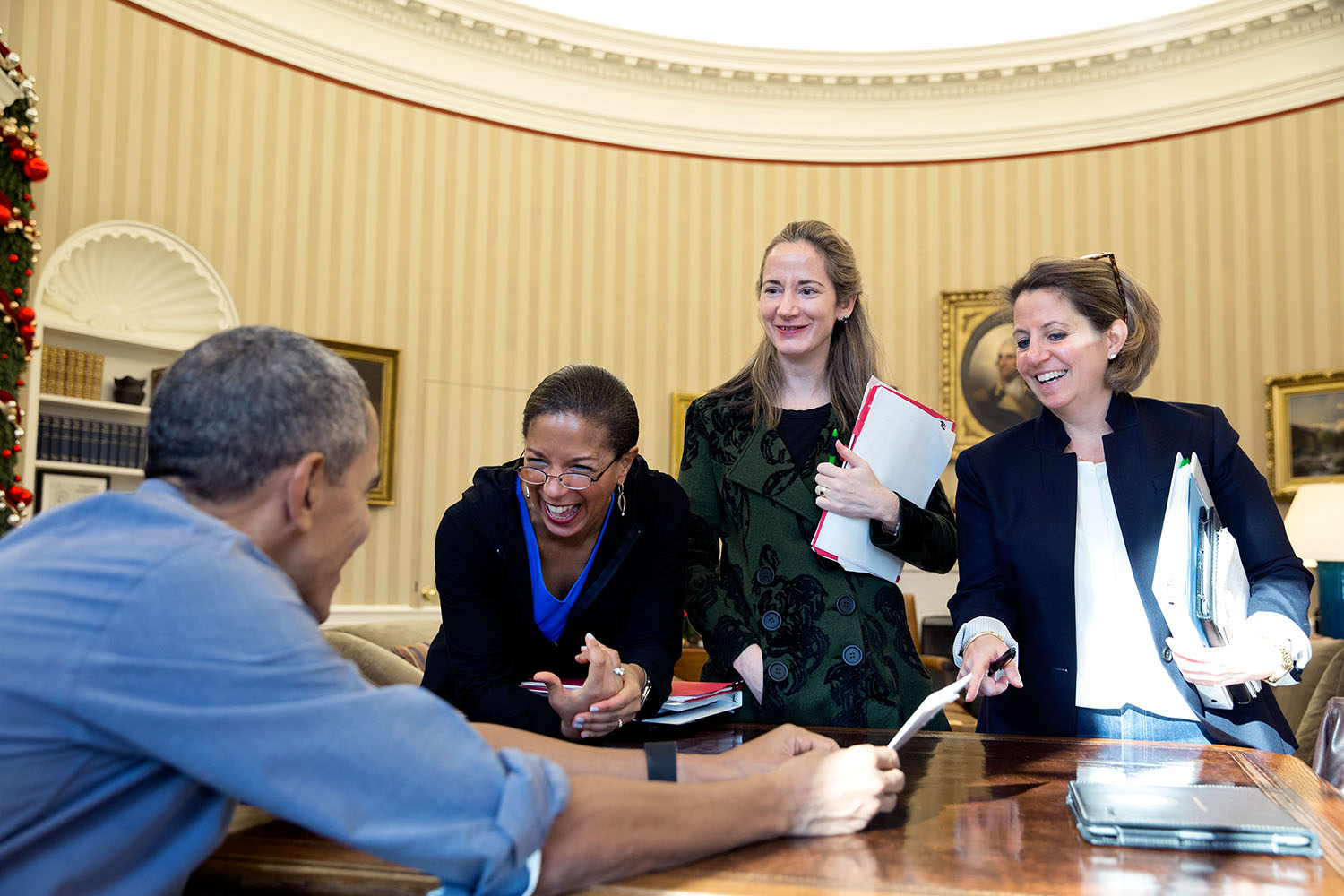
苏珊·赖斯（左）、艾薇儿·海恩斯和丽莎·摩纳哥（右），2015年

2001年，海恩斯担任海牙国际私法会议法务官。2002年出任美国联邦第六巡回上诉法院法官丹尼·朱利安·博格斯的书记员。
2003年至2006年供职于国务院法律顾问办公室，先是在贸易事务办公室工作，后转到政治军事事务办公室。2007年至2008年担任美国参议院外交委员会多数党（民主党）的副首席法律顾问，时任民主党主席为乔·拜登。之后于2008年到2010年担任国务院贸易事务法律助理顾问。
2010年任职于白宫法律顾问办公室，任白宫总统国家安全事务副助理兼副法律顾问。
2013年4月18日，奥巴马提名海恩斯出任国务院法律顾问，接任辞职回耶鲁法学院任教的高洪株。然而奥巴马于6月13日撤回提名，改提名她为中央情报局副局长，接任时任中情局代局长迈克尔·莫雷尔。副局长一职无须参议院确认，海恩斯遂于2013年8月9日莫雷尔离任当天即时上任，成为首位出任该职位的女性，同时吉娜·哈斯佩尔成为首位获提名为中情局局长的职业女情报官员。
2015年，海恩斯推翻中情局检察总长的裁定，决定不处罚入侵撰写中情局虐囚报告参议院职员的电脑的中情局人员。随后她参与项目，处理呈交参议院报告中的敏感信息。2015年，海恩斯获提名为副国家安全顾问，成为首位出任该职务的女性。
在奥巴马政府任职期间，海恩斯与约翰·歐文·布伦南合作无间，共同在幕后推出无人机“定点击杀目标”的行政政策。美國公民自由聯盟抨击这项政策违反国际人权准则。2016年总统竞选期间的邮件门事件中，身为副国家安全顾问的海恩斯召开系列会议，商讨应对黑客入侵及文件泄漏的对策。

### 私人机构
卸下官职后，海恩斯获哥伦比亚大学聘任多个职位，担任哥伦比亚世界计划（Columbia World Projects）高级研究学者兼副所长，2020年5月获提名该计划的下任主任，接替尼古拉斯·莱曼。该项目负责对世界正面临的一些基本根本性挑战进行学术资助。还担任哥伦比亚法学院人权研究院和国家安全法律计划（National Security Law Program）的研究员。
海恩斯还是全国军事、国家与公共事务委员会委员、雪城大学安全政策与法律研究所（Institute for Security Policy and Law）的杰出研究员。
另为Palantir Technologies提供咨询，是WestExec Advisors的职员。2020年6月末，海恩斯负责为乔·拜登总统竞选团队监督外交政策并量度国家政策，她所在的布鲁金斯学会的网站突然删除她履历中任职于Palantir等公司的经历。

### 国家情报总监
2020年11月23日，海恩斯获美国总统当选人乔·拜登提名为國家情報總監，成为首位出任该职务的女性。

## 政治立场
2018年，海恩斯公开支持唐纳德·特朗普提名吉娜·哈斯佩尔出任中情局局长的争议性决定。尽管没有评价哈斯佩尔过往表现，她还是很欣赏哈斯佩尔对情报界的了解，这一观点在白宫对哈斯佩尔的宣传中获应和。哈斯佩尔据报曾于2002年和2003年负责中情局多个秘密拷问地点的运作，而她也承认曾协助销毁记录中情局审讯者拷问过程的录像带。有非营利组织领导者担心公开批评海恩斯力挺哈斯佩尔会招致“职业报复”。